# Séisme de 1692 en Belgique
Le séisme de 1692 en Belgique est un séisme estimé à 6,25 sur l’échelle de Richter survenu le 18 septembre 1692 en Belgique. L'épicentre est situé aux environs de Liège où plusieurs morts sont à déplorer .
Un mort également à Mons, Hainaut, selon les archives de la Paroisse de St Nicolas-en-Havré: Catherine Siméon.